# Il segreto dei suoi occhi
Il segreto dei suoi occhi (El secreto de sus ojos) è un film argentino del 2009 diretto da Juan José Campanella, basato sul romanzo La pregunta de sus ojos (2005) di Eduardo Sacheri.
Il film ha vinto il premio come miglior film straniero agli Oscar 2010.

## Trama
La storia, ambientata in Argentina nel 1999, è raccontata tramite flashback per la scrittura di un romanzo: nel giugno 1974 un agente dei tribunali federali, Benjamín Esposito, inizia ad indagare sull'omicidio di una giovane donna, Lilliana Morales Colotto, brutalmente violentata e uccisa nella sua casa in un sobborgo di Buenos Aires. Suo marito Ricardo Morales è devastato dalla notizia ed Esposito gli promette di trovare l'assassino e di consegnarlo alla giustizia. Viene aiutato dal suo assistente Pablo Sandoval, vittima dell'alcolismo, e dalla nuova cancelliera Irene Menendez-Hastings, donna rigorosa e affascinante. Un collega e rivale di Esposito, Romano, arresta due operai immigrati per l'efferato crimine; Esposito, quando scopre che entrambi sono stati torturati per estorcere la falsa confessione, si infuria, e una rissa tra Esposito e Romano viene impedita a fatica dai presenti.
Presto Esposito trova un indizio guardando alcune vecchie foto della ragazza uccisa a casa di Morales; in molte delle foto un uomo, poi identificato come Isidoro Gómez, sembra fissare la vittima in maniera sospetta. Esposito indaga e scopre che Gómez vive e lavora a Buenos Aires, ma quest'ultimo fugge prima di essere rintracciato. Dopo che il giudice competente rifiuta di emettere un ordine di perquisizione, Sandoval ed Esposito entrano, illegalmente, nella casa della madre di Gómez a Chivilcoy (la stessa città di origine della vittima). Durante la perquisizione Esposito trova lettere di Gómez alla madre, che Sandoval porta con sé. Tornati nella capitale la perquisizione illegale provoca problemi con i superiori; inoltre sembra essere stata inutile, visto che i due non riescono a trarre alcun indizio utile dalle lettere. A seguito di questi eventi l'indagine sull'omicidio della giovane viene chiusa.
Circa un anno dopo Esposito incontra Morales in una stazione ferroviaria e scopre che da un anno egli regolarmente passa il suo tempo libero dopo il lavoro in diverse stazioni ferroviarie della capitale, sperando di trovare Gómez. Commosso dalla determinazione di Morales e dal suo amore verso la defunta moglie, Esposito convince Irene a riaprire l'inchiesta. Presto, sebbene ubriaco, Sandoval fa una scoperta fondamentale: grazie ad un suo conoscente del bar riconosce i diversi nomi citati nelle lettere di Gómez come calciatori appartenenti al Racing Club de Avellaneda. Preso atto che Gómez è fan dei Racing, Esposito e Sandoval si recano a diverse partite, sperando di trovarlo. Infatti, allo stadio Tomás Adolfo Ducó, Gómez viene individuato tra la folla, ma sfrutta il caos seguito ad un gol per tentare la fuga. Dopo un inseguimento viene finalmente catturato, con l'aiuto della polizia, quando invade, accidentalmente, il terreno di gioco. In un audace interrogatorio Irene ed Esposito riescono a fare confessare Gómez, premendo sul suo orgoglio maschile.
Gómez viene processato e condannato ma solo un mese dopo lo spregiudicato Romano riesce a farlo liberare per indispettire Esposito e lo assolda come guardia del corpo di Isabel Perón. Benjamín e Irene cercano di riottenere giustizia, ma l'intervento di Romano rende vano ogni tentativo: a Esposito non rimane che informare Morales che l'assassino di sua moglie, seppure condannato all'ergastolo, rimarrà libero. Settimane dopo Sandoval si ubriaca e litiga con un altro cliente del bar che frequenta; Esposito, come già in passato, si prende cura di lui: porta l'amico a casa sua, mentre va in cerca di sua moglie per convincerla a riaccoglierlo in casa. Quando Esposito e la moglie di Sandoval tornano all'appartamento di Esposito, la porta è stata forzata e Sandoval viene trovato assassinato a colpi di arma da fuoco nella stanza da letto. Temendo per la sua incolumità Esposito è costretto all'esilio, lontano da Irene. Lascia così la città grazie ad un trasferimento e soggiorna a Jujuy per dieci anni prima di tornare a Buenos Aires; Gomez è nel frattempo sparito, Romano è stato ucciso durante la dittatura nel 1976 e Irene si è sposata e ha due figli.
Dopo altri venticinque anni Esposito va in pensione e inizia a scrivere un romanzo sul caso, confidandosi con la ritrovata Irene. Cercando di dare un senso alla sua vuota esistenza, Esposito va anche a trovare Morales, il quale dal '75 si è trasferito in una casa di campagna, alla periferia di Buenos Aires. Durante la visita i due uomini discutono degli eventi verificatisi durante e dopo l'inchiesta. Morales presto si innervosisce e caccia Esposito, che insiste nel domandargli come sia riuscito a resistere dopo la morte della moglie e dopo l'ingiustizia subita. Dopo che Esposito rivela di essere determinato a trovare Gómez, se ancora vivo, Morales confessa di avere sequestrato Gómez nel bagagliaio della sua auto e di averlo ucciso poco dopo avere saputo della sua scarcerazione. Esposito, durante il viaggio di ritorno in macchina, riflette sulle parole di Sandoval ("un uomo non abbandona mai la propria passione"). Per Morales era importante che Gómez scontasse la giusta pena e non fosse immediatamente affrancato dalle sofferenze grazie alla condanna capitale: per questo Esposito non crede all'omicidio, ferma la macchina e torna di nascosto a casa di Morales.
Dopo avere atteso fino a sera egli vede Morales che si reca in un piccolo fienile con un piatto di bocconi di pane. Dietro la porta Esposito vede in una cella nell'oscurità un decrepito, malconcio Gómez. Morales lo ha rinchiuso per venticinque anni senza mai rivolgergli la parola. Quando Esposito si avvicina Gómez lo prega di chiedere a Morales di parlargli, ma Morales gli ricorda che la pena prevista per lui avrebbe dovuto essere l'ergastolo. Tornato a Buenos Aires e liberato dal senso di colpa per non avere mai chiarito quelle vicende Esposito visita finalmente la tomba di Sandoval e successivamente si reca in ufficio da Irene, ora pronto a confessare il suo amore per lei. Felice, seppure nella prospettiva delle molte difficoltà che il loro amore causerà, Irene invita Esposito a rimanere in ufficio e chiudere la porta.

## Produzione
Campanella è ritornato dagli Stati Uniti, dove aveva diretto alcuni episodi delle serie Dr. House - Medical Division e Law & Order - I due volti della giustizia, proprio per dirigere Il segreto dei suoi occhi. Questa è la sua quarta collaborazione con l'attore e amico Ricardo Darìn, che aveva partecipato come protagonista nei tre film precedenti del regista, tutti prodotti in Argentina.
Il suo fidato collaboratore Eduardo Blanco non è tuttavia parte del film, poiché la parte dell'amico del personaggio di Darín è interpretata dal comico Guillermo Francella.

## Distribuzione
In Italia è uscito il 4 giugno 2010, distribuito da Lucky Red.

## Riconoscimenti
- 2010 - Premi Oscar
  - Miglior film straniero
- 2010 - Premio Goya
  - Miglior film straniero in lingua spagnola
  - Migliore attrice rivelazione (Soledad Villamil)

## Remake
Nel 2015 è stata realizzata la versione statunitense del film, diretta da Billy Ray ed interpretata da Chiwetel Ejiofor, Nicole Kidman e Julia Roberts. Se resta la storia d'amore tra il poliziotto nonché agente federale e il giudice, cambia invece il contesto e l'ambientazione: dalla dittatura argentina si passa alla lotta al terrorismo, mentre la vittima del delitto è la figlia di una collega federale. Viene inoltre ridotto il salto temporale da 25 a 13 anni.